# Стрих (Мазовецьке воєводство)
Стрих (пол. Strych) — село в Польщі, у гміні Мацейовиці Ґарволінського повіту Мазовецького воєводства.
Населення — 311 осіб (2011).
У 1975-1998 роках село належало до Седлецького воєводства.

## Демографія
Демографічна структура станом на 31 березня 2011 року:
|          | Загалом | Допрацездатний вік | Працездатний вік | Постпрацездатний вік |
| -------- | ------- | ------------------ | ---------------- | -------------------- |
| Чоловіки | 166     | 30                 | 109              | 27                   |
| Жінки    | 145     | 42                 | 68               | 35                   |
| Разом    | 311     | 72                 | 177              | 62                   |